# 田中正恭
田中 正恭（たなか まさやす、1955年12月16日 - ）日本の紀行作家。
神奈川県在住。

## 人物
兵庫県神戸市出身。甲南大学法学部卒。
生後3ヶ月で、当時、まだ一部区間が非電化だったの東海道本線に一日揺られても退屈しなかったほど生まれながらの鉄道ファンを自認している。1981年に国鉄全線、2000年に日本国内の鉄道全線を完全制覇した。また、旧国鉄の全駅入場券を所有するなど、鉄道切符収集家でもあり、国鉄民営化の直前には、日本橋高島屋で「さよなら国鉄・国鉄全線大きっぷ展」を主催し、マスコミの注目を集めた。
海外の鉄道にも進出し、シベリア、オーストラリア、カナダ、インドの大陸横断鉄道をはじめ、世界27カ国を鉄道旅行。鉄道紀行を中心とした執筆活動を続けている。雑誌への寄稿も多数。かつて、写真週刊誌『FLASH』（光文社）の鉄道コーナーを執筆していた。地酒を愛し、ローカル線の車内や沿線の居酒屋で地酒を楽しむ「呑み鉄」を推奨しており、これに関する雑誌寄稿も多い。
一方、熱心なプロ野球ファンでもあり、1982年（昭和57年）から9年間、阪急ブレーブス東京応援団として活動した。ブレーブス消滅後は、12球団の試合を万遍なく観戦し、球場での通算観戦試合数は1000試合以上。
趣味はプロ野球観戦のほか、エスニック料理・知らない町や島を歩くこと。（本人ブログより）。大手広告代理店に勤務していたとの説もあるが、詳細は不明。かつて、レイルウエイライターの種村直樹、スポーツライターの佐野正幸（いずれも故人）と親交があったようである。
近年は講演会やトークショーの依頼も多い。
2018年（平成30年）から2023年3月まで、ヤフー株式会社が運営を開始した動画サイト「Yahoo！JAPANクリエイターズプログラム」に「テツドラー田中の乗り鉄日記」をレギュラー投稿していた。
また、2020年（令和2年）4月から翌年3月まで、神戸新聞朝刊に、コラム「ひょうご駅散歩」を連日寄稿した。

## 著書
- 『われらブレーブス人間』（菁柿堂 1989年4月 ISBN 4795279284） ※共著　大倉徹也
- 『ああ、阪神大震災』（阪神大震災義援金有志の会　1995年3月 ISBN 不明 NCID BN13031079）
- 『モンゴル発シベリア行商列車』（文芸社　2000年6月 ISBN 4887376820）
- 『鉄道全線三十年』（心交社　2002年6月 ISBN 4883027414）
- 『消えゆく鉄道の風景』（自由国民社　2006年11月 ISBN 4426753023）
- 『消えゆく鉄道の風景・増補版』（自由国民社　2008年7月 ISBN 4426104696）
- 『夜汽車の風景』（クラッセ　2010年6月 ISBN 490284107X）
- 『よみがえれ東日本！列車紀行』（クラッセ 2011年10月 ISBN 4902841126）
- 『昭和のプロ野球「球場」大全』（洋泉社 2014年1月 ISBN 4800303095） ※共同執筆
- 『終着駅』（自由国民社 2016年12月 ISBN 4426122015）
- 『プロ野球と鉄道』（交通新聞社新書 2018年2月 ISBN 978-4330863184）
- 『日本縦貫客車鈍行の旅』（クラッセ2018年6月　ISBN　978-4902841237）

## 近年の出演歴
- 「マツコの知らない世界」（TBSテレビ　2018年）
- 「クロノス」（TOKYO-FM　2018年）
- 「くにまるジャパン極」（文化放送　2018年）
- 「世界！極タウンに住んでみる」（フジテレビ　2018年）